# Верб, Зена
Зена Верб (Zena Werb; 24 марта 1945, Берген-Бельзен, Германия – 16 июня 2020, Сан-Франциско, Калифорния, США) — канадско-американский цитолог и онколог.
Доктор философии, профессор Калифорнийского университета в Сан-Франциско, где трудилась с 1976 года, член Национальных Академии наук (2010) и Медицинской академии (2002) США.

## Биография
Окончила с отличием Торонтский университет (бакалавр биохимии и физиологии, 1966). В 1971 году под началом профессора Zanvil A. Cohn, оказавшего на неё в целом большое влияние, получила степень доктора философии по цитологии в Рокфеллеровском университете. В 1971-73 гг. постдок в кембриджской Strangeways Research Laboratory (состояла фелло в лаборатории доктора John T. Dingle), в 1973—1975 гг. научный сотрудник там же. В 1975—1976 гг. приглашённый ассистент-профессор Dartmouth Medical School. C 1976 года в Калифорнийском университете в Сан-Франциско: первоначально ассистент-профессор, с 1980 года ассоциированный, с 1983 года по настоящее время полный профессор, с 1999 года заместитель заведующего кафедрой анатомии. Приглашённый профессор Оксфорда (1985—1986), парижского Института Кюри (1998), германского Max Planck Institute of Biochemistry (2006—2007).
Являлась членом Совета НАН США.
Член Американской ассоциации содействия развитию науки (1992), Американской академии искусств и наук (2003) и Академии Американской ассоциации исследований рака (2019), фелло Американского общества клеточной биологии (2016, в числе первых удостоенных) и в 2005 году его президент.
Член редколлегий Current Opinion in Cell Biology (с 2009), Genes & Development (с 2007) и др.
Опубликовала более 450 работ.

## Награды и отличия
- Стипендия Гуггенхайма (1985—1986)
- FASEB Excellence in Science Award[англ.] (1996)
- Biosciences Distinguished Lecturer, Lawrence Berkeley National Laboratory (1999)
- Gwendolyn J. Stewart Award, Университет Темпл (2000)
- Charlotte Friend Award Американской ассоциации исследований рака (2001)
- H.B. Parker Lecture, Pacific Northwest National Laboratory (2001)
- Schlessinger Lecture, Beth Israel Deaconess Medical Center[англ.] (2004)
- A. S. Wiener Lecture, New York Blood Center[англ.] (2004)
- Maud L. Menten Lecturer, Питтсбургский университет (2005)
- Премия Гумбольдта одноимённого фонда (2006)
- Медаль Э. Б. Уилсона (2007), высшая награда Американского общества клеточной биологии
- Colin Thomson Memorial Medal, Association for International Cancer Research[англ.] (2009)
- Women in Cell Biology Senior Award[англ.], Американское общество клеточной биологии (2010)
- Community Breast Cancer Research Award, Zero Breast Cancer (2011)
- Lifetime Achievement in Mentoring Award Калифорнийского университета в Сан-Франциско (2015)[10][11]
- AACR Distinguished Lectureship in Breast Cancer Research (2018)[12][13]

Почётный доктор Копенгагенского университета (2003) и тайваньского National Cheng Kung University.